# Martin Nilsson (kemist)
John Martin Nilsson, född 21 december 1929 i Gustaf Vasa församling  i Stockholm, död 28 juni 2001 i Fässbergs församling i Mölndal, var en svensk kemist. Han var från 1972 professor i organisk kemi vid Chalmers tekniska högskola. Han blev ledamot av Ingenjörsvetenskapsakademien 1979.